# Listă de regizori polonezi
Aceasta este o listă de regizori de film polonezi:

Cuprins: Început - 0–9 A B C D E F G H I J K L M N O P Q R S T U V W X Y Z

## A
- Katarzyna Adamik (1972 - )
- Laco Adamík (1942 - ) (de origine slovacă)
- Piotr Andrejew (1947 - 2017)
- Jerzy Andrzejewski (1909 - 1983)
- Jerzy Antczak (1929 -)
- Józef Arkusz (1921 - 2014)

## B
- Tomasz Bagiński
- Filip Bajon
- Stanisław Bareja
- Antoni Bednarczyk
- Elżbieta Benkowska
- Witold Bereś
- Wiktor Biegański
- Eugeniusz Bodo
- Antoni Bohdziewicz (1906 - 1970)
- Ryszard Bolesławski
- Walerian Borowczyk
- Jerzy Bossak
- Jarosław Brzozowski
- Leonard Buczkowski (1900 - 1969)
- Ryszard Bugajski (1943 - 2019)
- Michał Bukojemski (regizor de documentare)

## C
- Eugeniusz Cękalski (1905 - 1952)
- Sylwester Chęciński
- Tadeusz Chmielewski
- Ryszard Czekala

## D
- Leszek Dawid
- Kinga Dębska
- Maciej Dejczer
- Kazimierz Dejmek
- Jolanta Dylewska (director de imagine)

## F
- Sławomir Fabicki
- Feliks Falk
- Jan Fethke
- Aleksander Ford (Mosze Lifszyc)

## G
- Jerzy Gabryelski
- Dariusz Gajewski
- Witold Giersz
- Robert Gliński
- Janusz Głowacki

## H
- Wojciech Jerzy Has
- Aleksander Hertz
- Jerzy Hoffman (1932)
- Agnieszka Holland

## J
- Władysław Jahl
- Wanda Jakubowska
- Jan Jarosz

## K
- Zygmunt Kałużyński
- Janusz Kamiński
- Maria Kaniewska
- Kazimierz Karabasz
- Jerzy Kawalerowicz
- Anna Kazejak
- Krzysztof Kieślowski
- Henryk Kluba
- Dorota Kobiela
- Jan Jakub Kolski
- Jan Komasa
- Bartosz Konopka
- Tadeusz Konwicki (1926-2015)
- Joanna Kos-Krauze
- Tadeusz Kowalski
- Antoni Krauze
- Krzysztof Krauze (1953-2014)
- Mieczysław Krawicz (1893-1944)
- Adam Krzeptowski
- Feliks Kuczkowski
- Kazimierz Kutz (1929-2018)
- Bartosz Kurowski (scenarist)
- Zbigniew Kuzmiński
- Jan Kwieciński (1985)

## L
- Magdalena Łazarkiewicz
- Józef Lejtes
- Stanisław Lenartowicz
- Jan Lenica
- Witold Leszczyński
- Jacek Łomnicki ?
- Jan Łomnicki (1929)
- Leszek Lorek
- Stanisław Loth
- Olaf Lubaszenko

## M
- Juliusz Machulski
- Janusz Majewski (1931)
- Michał Marczak
- Wojciech Marczewski
- Lechosław Marszałek
- Józef Meyer
- Maciej Migas
- Eugeniusz Modzelewski
- Janusz Morgenstern
- Andrzej Munk

## N
- Janusz Nasfeter
- Władysław Nehrebecki
- Damian Nenow
- Borys Newolin
- Przemysław Nowakowski

## O
- Mitja Okorn
- Ryszard Ordyński
- Lukasz Ostalski

## P
- Władysław Pasikowski (1959)
- Jerzy Passendorfer
- Paweł Pawlikowski
- Jan Pawlowski
- Joanna Pawluskiewicz
- Ewa Petelska
- Czesław Petelski
- Janusz Petelski
- Maciej Pieprzyca
- Paweł Pitera
- Zbigniew Pitera
- Marek Piwowski
- Roman Polanski
- Bohdan Poręba
- Tadeusz Pruszkowski
- Edward Puchalski

## R
- Józef Robakowski
- Stanisław Różewicz
- Jan Rutkiewicz
- Zbigniew Rybczyński
- Jan Rybkowski
- Zbigniew Rychlicki

## S
- Jerzy Skolimowski (1938)
- Edward Skórzewski
- Wojciech Smarzowski
- Agnieszka Smoczyńska
- Władysław Starewicz
- Jerzy Stefan Stawiński
- Henryk Szar
- Andrzej Szczytko
- Piotr Szulkin
- Małgorzata Szumowska

### Ś
- Aleksander Ścibor-Rylski
- Maciej Ślesicki
- Władysław Ślesicki

## T
- Jerzy Toeplitz
- Andrzej Trzos-Rastawiecki
- Leon Trystan
- Stanisław Tym

## V
- Patryk Vega

## W
- Andrzej Wajda (1926-2016)
- Wacław Wajser
- Marian Walentynowicz
- Tomasz Wasilewski
- Michał Waszyński
- Michal Wawrzecki
- Stanisław Wohl
- Przemysław Wojcieszek
- Hanna Antonina Wojcik-Slak (regizor sloven de origine parțial poloneză)
- Marcin Wrona (1973-2015)

## Z
- Roman Załuski
- Krzysztof Zanussi
- Janusz Zaorski
- Jerzy Zarzycki
- Dariusz Krzysztof Zawiślak
- Greg Zglinski
- Jerzy Ziernik
- Tomasz Zygadło

### Ž
- Edward Żebrowski
- Andrzej Żuławski (1940-2016)
- Xawery Żuławski